# Midori Itō
Midori Itō (japonês: 伊藤みどり, Hepburn: Itō Midori, Nagoya, Aichi, 13 de agosto de 1969) é uma ex-patinadora artística japonesa. Ela conquistou uma medalha de prata olímpica em 1992, e conquistou duas medalhas em campeonatos mundiais, sendo uma de ouro e uma de prata.

## Principais resultados
| Resultados                                            | Resultados        | Resultados    | Resultados    | Resultados      | Resultados        | Resultados      | Resultados      | Resultados       | Resultados       | Resultados       | Resultados       | Resultados       | Resultados       | Resultados    | Resultados      |
| Internacional                                         | Internacional     | Internacional | Internacional | Internacional   | Internacional     | Internacional   | Internacional   | Internacional    | Internacional    | Internacional    | Internacional    | Internacional    | Internacional    | Internacional | Internacional   |
| Evento/Temporada                                      | 1979– 1980        | 1980– 1981    | 1981– 1982    | 1982– 1983      | 1983– 1984        | 1984– 1985      | 1985– 1986      | 1986– 1987       | 1987– 1988       | 1988– 1989       | 1989– 1990       | 1990– 1991       | 1991– 1992       |               | 1995– 1996      |
| ----------------------------------------------------- | ----------------- | ------------- | ------------- | --------------- | ----------------- | --------------- | --------------- | ---------------- | ---------------- | ---------------- | ---------------- | ---------------- | ---------------- | ------------- | --------------- |
| Jogos Olímpicos                                       |                   |               |               |                 |                   |                 |                 |                  | 5.ª              |                  |                  |                  | Medalha de prata |               |                 |
| Campeonato Mundial                                    |                   |               |               |                 | 7.ª               |                 | 11.ª            | 8.ª              | 6.ª              | Medalha de ouro  | Medalha de prata | 4.ª              |                  | 7.ª           |                 |
| Fujifilm Trophy                                       |                   |               |               |                 |                   |                 |                 |                  | Medalha de ouro  |                  |                  |                  |                  |               |                 |
| Grand Prix de Paris                                   |                   |               |               |                 |                   |                 |                 |                  |                  |                  |                  |                  | Medalha de ouro  |               |                 |
| NHK Trophy                                            |                   |               |               |                 |                   | Medalha de ouro | Medalha de ouro | Medalha de prata | Medalha de prata | Medalha de ouro  | Medalha de ouro  | Medalha de ouro  | Medalha de ouro  |               |                 |
| Skate America                                         |                   |               |               |                 |                   |                 |                 |                  |                  | Medalha de prata |                  | Medalha de prata |                  |               |                 |
| Skate Canada International                            |                   |               |               |                 |                   | Medalha de ouro |                 |                  |                  |                  |                  |                  |                  |               |                 |
| Internacional – Júnior                                |                   |               |               |                 |                   |                 |                 |                  |                  |                  |                  |                  |                  |               |                 |
| Campeonato Mundial Júnior                             |                   | 8.ª           | 6.ª           |                 | Medalha de bronze |                 |                 |                  |                  |                  |                  |                  |                  |               |                 |
| Nacional                                              |                   |               |               |                 |                   |                 |                 |                  |                  |                  |                  |                  |                  |               |                 |
| Campeonato Japonês                                    | Medalha de bronze |               |               |                 | Medalha de prata  | Medalha de ouro | Medalha de ouro | Medalha de ouro  | Medalha de ouro  | Medalha de ouro  | Medalha de ouro  | Medalha de ouro  | Medalha de ouro  |               | Medalha de ouro |
| Campeonato Japonês – Júnior                           | Medalha de ouro   |               |               | Medalha de ouro |                   |                 |                 |                  |                  |                  |                  |                  |                  |               |                 |
|                                                       |                   |               |               |                 |                   |                 |                 |                  |                  |                  |                  |                  |                  |               |                 |
| Legenda: Competição não foi disputada nesta temporada |                   |               |               |                 |                   |                 |                 |                  |                  |                  |                  |                  |                  |               |                 |